# 彈性十字型大廈
彈性十字型大廈（英語：Flexi Block），又稱標準十字型大廈，是香港居者有其屋屋苑樓宇設計之一，於1981年至1991年間落成的居者有其屋屋苑樓宇所使用。

## 介紹
彈性十字型大廈是房委會為居者有其屋計劃而度身設計的樓宇，於1980年發表，目的旨在提供更多單位種類和大小予住戶選擇、以及進一步減低成本；彈性十字型大廈設有三款設計，外觀頗為相近、而且皆為十字形。
彈性十字型大廈可分為三種設計，並在不同時期誕生、興建及落成：
- 彈性十字一型：主要集中在九龍及新界區，例如位於沙田區的愉田苑、觀塘區的祥和苑等，於1982年至1984年間落成。
- 彈性十字二型：落成的屋苑例子有位於東區柴灣的怡翠苑、觀塘區的樂雅苑，於1981年至1984年間落成。
- 彈性十字三型：落成的屋苑例子有位於南區的漁安苑、沙田區的嘉田苑、葵青區的賢麗苑等，於1987年至1991年間落成。

## 大廈內部設計
三款彈性十字型大廈設計頗為近似，並共用相同的大廈核心設計，譬如每幢樓宇都設有三部升降機通往不同樓層，而且都設定每層單位數目為8個。單位主要是以2房及3房（3房僅出現於一型）的間格為主，戶型間隔分布平均對偶。相比舊十字型，彈性十字型的特點是在每個單位大門旁的廚房開闢多一個窗戶，供單位通風或業主晾衫之用。
然而，彈性十字型大廈與所有同期房屋署的大廈設計均存在相同問題，例如去水渠是安裝在室內，萬一維修保養不宜便可能出現異味，並容易傳入單位。
| 中文名稱     | 英文名稱 | 《香港憲報》使用的官方名稱 |
| ------------ | -------- | -------------------------- |
| 彈性十字一型 | Flexi 1  | 第一類標準十字型大廈       |
| 彈性十字二型 | Flexi 2  | 第二類標準十字型大廈       |
| 彈性十字三型 | Flexi 3  | 第三類標準十字型大廈       |

### 彈性十字一型
此款大廈與彈性十字二型同期興建，每幢大廈設有四隻翼；當中兩隻翼各自擁有2個3房單位，另外兩隻翼則各自擁有2個2房單位。大廈的升降機系統、照明、樓梯等公用設施都集中在中央，對使用者更為便捷和達到高效率目的。

### 彈性十字二型
此款大廈與彈性十字一型同期興建，每幢大廈設有四隻翼；當中兩隻翼各自擁有2個連一間小型儲物室的2房單位，另外兩隻翼同樣擁有2個2房單位（不連儲物室，而且比先前兩隻翼顯得扁而窄身） 。大廈的升降機系統、照明、樓梯等公用設施都集中在中央，其設計與一型無異。

### 彈性十字三型
彈性十字三型於1984年發表，為基於彈性十字一、二型改良而成的新設計；三型是屬於較晚期的設計，不論是單位佈局等都有別於前兩款設計，但其公用設施佈局則沒有太大改變。每幢大廈的樓層數目比同系列前兩款更高，不過同樣設有四隻翼；當中兩隻翼各自擁有2個2房單位，另外兩隻翼同樣擁有2個2房單位（但為另一款設計，不但比先前兩隻翼顯得長身，當中每個單位內有一間房間更附有窗台） 。大廈的升降機系統、照明、樓梯等公用設施都集中在中央，其設計與一型及二型無異。

## 現況
隨着和諧式、新十字型及康和式等新型樓宇設計的出現，房屋署已逐漸減少採用彈性十字型設計，並最終於1991年停止使用。
不過，房委會於2000年制訂全新樓宇設計、並且名為「靈活式大廈」，此嶄新的大廈設計大致以彈性十字型（尤其是外觀）、新和諧一型及新十字型（樓宇內部佈局及單位數目）為藍本，並考慮到可以為公共房屋與資助房屋（居者有其屋）之間作出互換，提高相關效率；然而，靈活式大廈設計最後僅用於石排灣邨碧蔚樓及碧綠樓（兩者均設計作居屋，可見於其翼尾採用三睡房大型單位設計），同時因應「孫九招」要求房委會停售居屋而未被推廣至其他屋苑使用；隨後房委會往後興建的屋邨及居屋都以非標準設計大廈取代靈活式大廈等標準設計大廈。讓出租公屋與居屋之間同樣達到「互換性」並藉以降低建築成本。

## 相片集

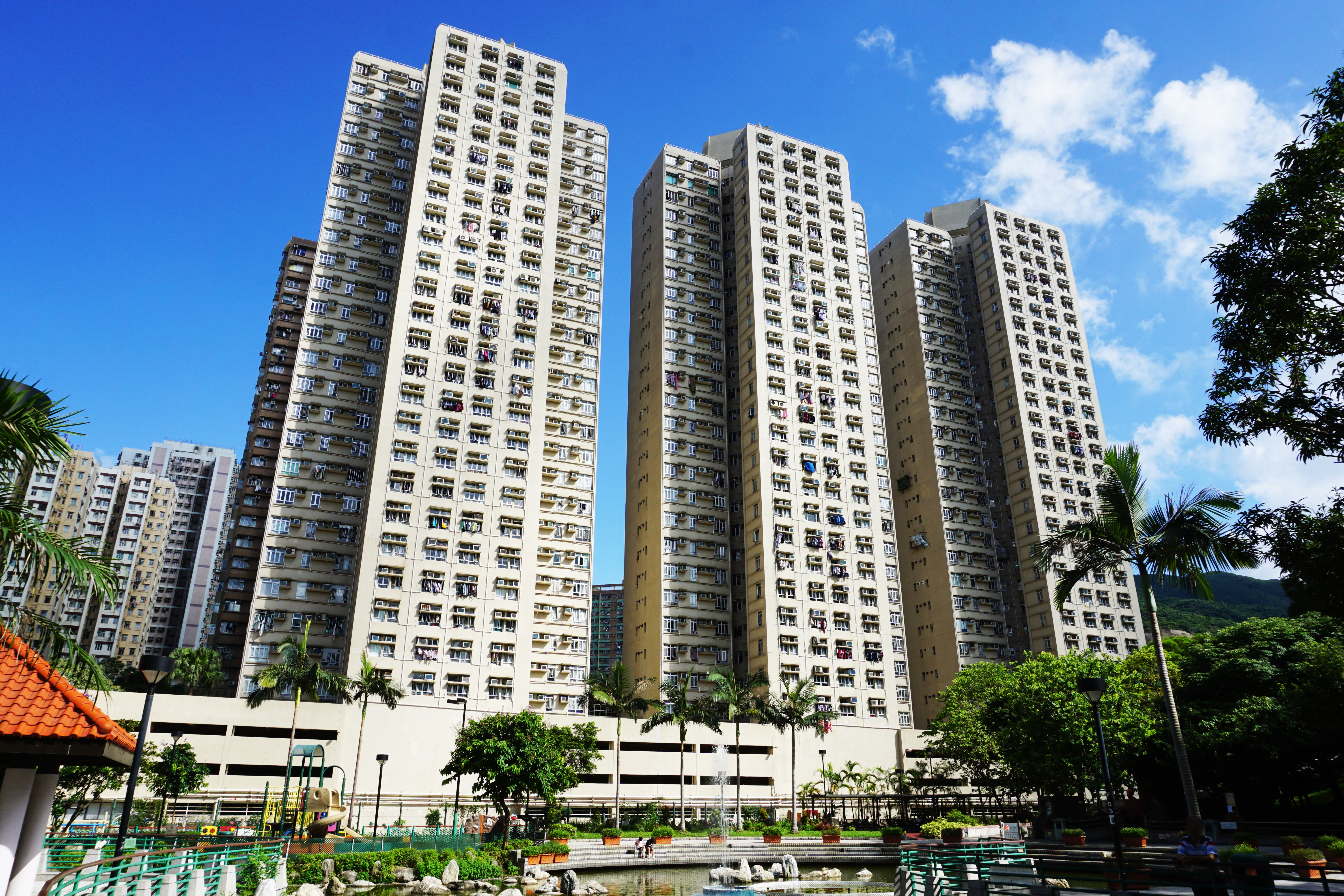
全港首個採用彈性十字二型樓宇設計的屋苑 - 怡翠苑
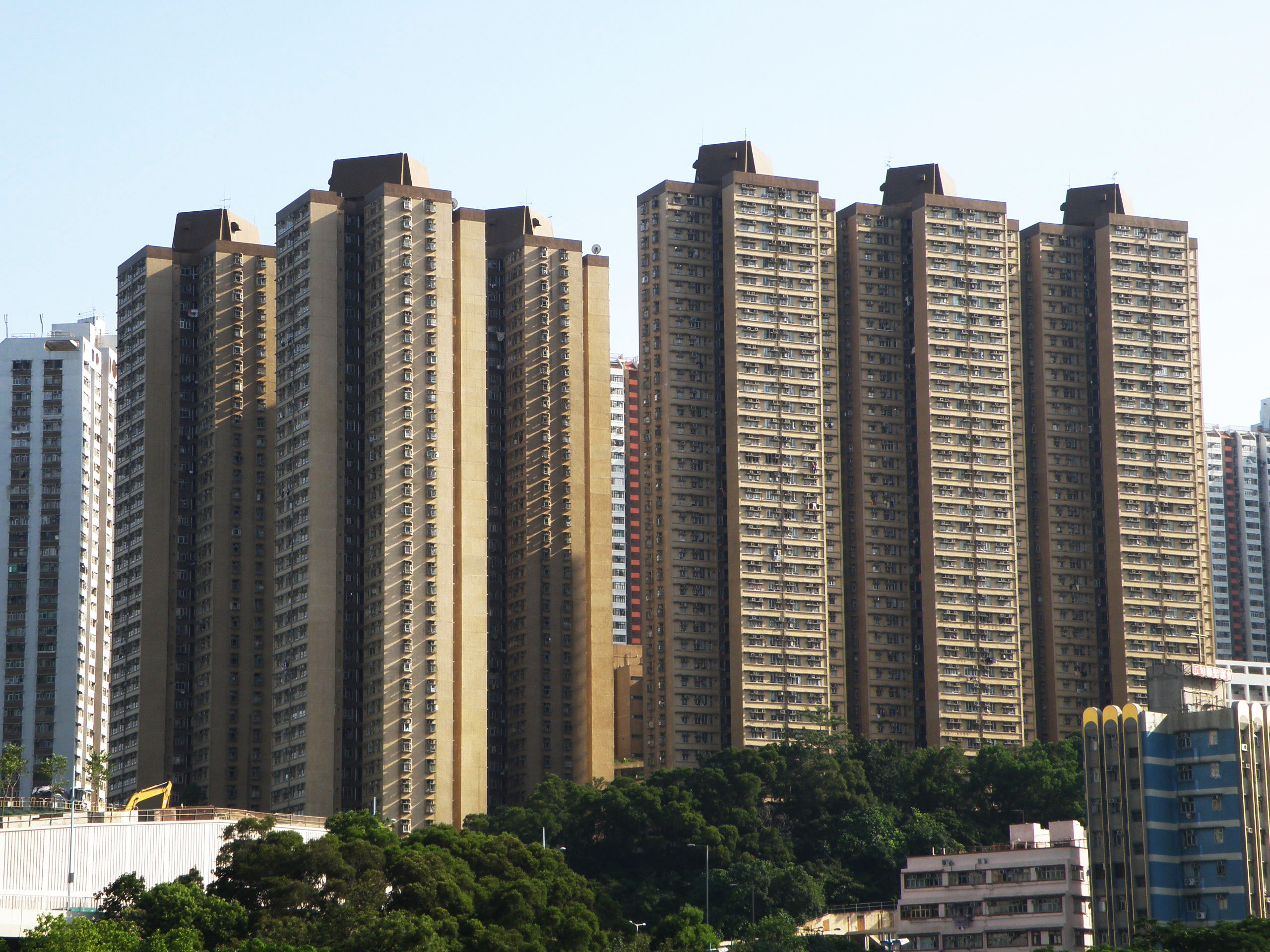
位於南區的漁安苑，採用彈性十字三型設計
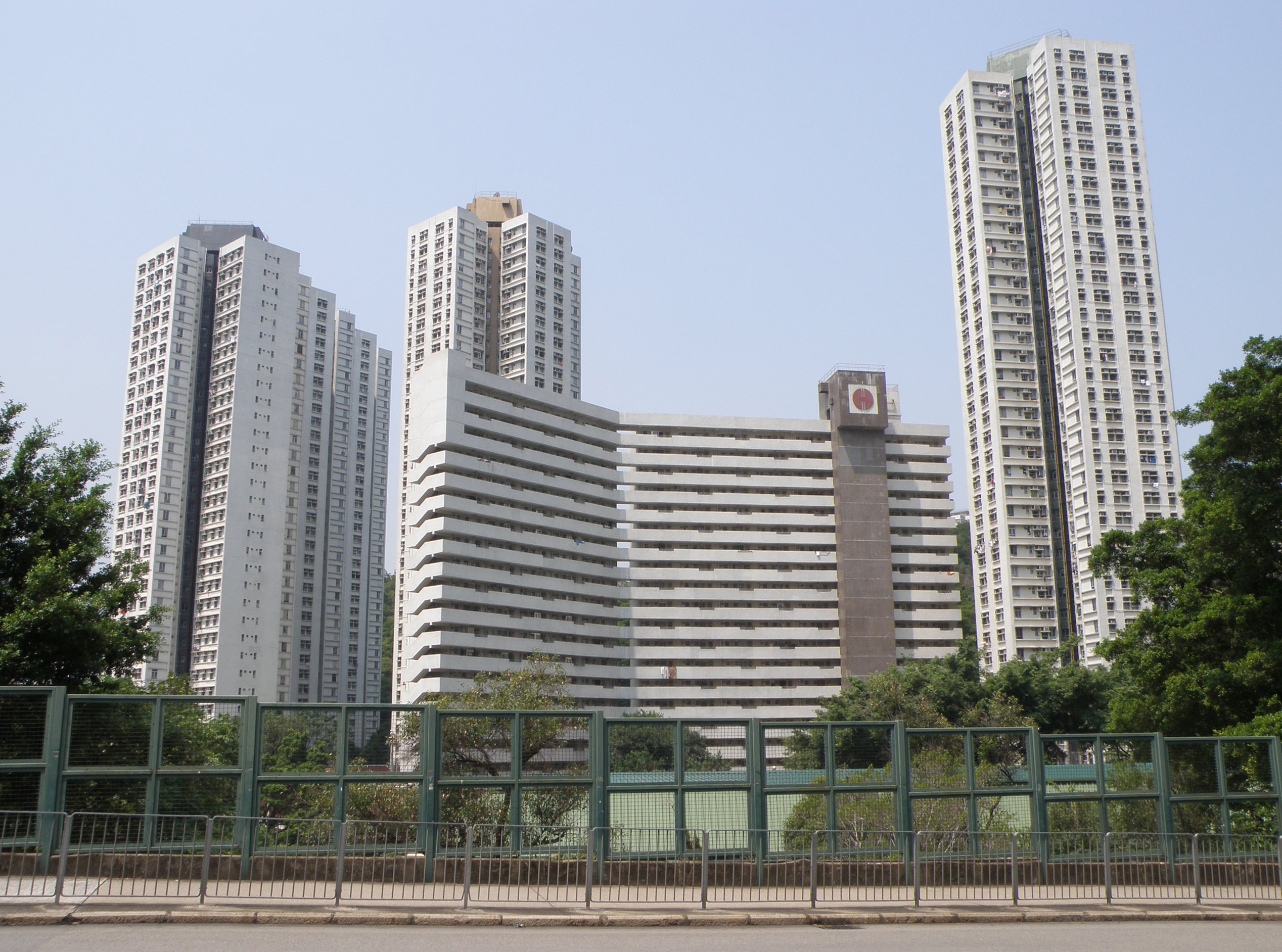
位於觀塘區的祥和苑，屋苑設有彈性十字一、二型設計外，更設有全港唯一 一座以135度展開的單方向長型樓宇（和亨閣）
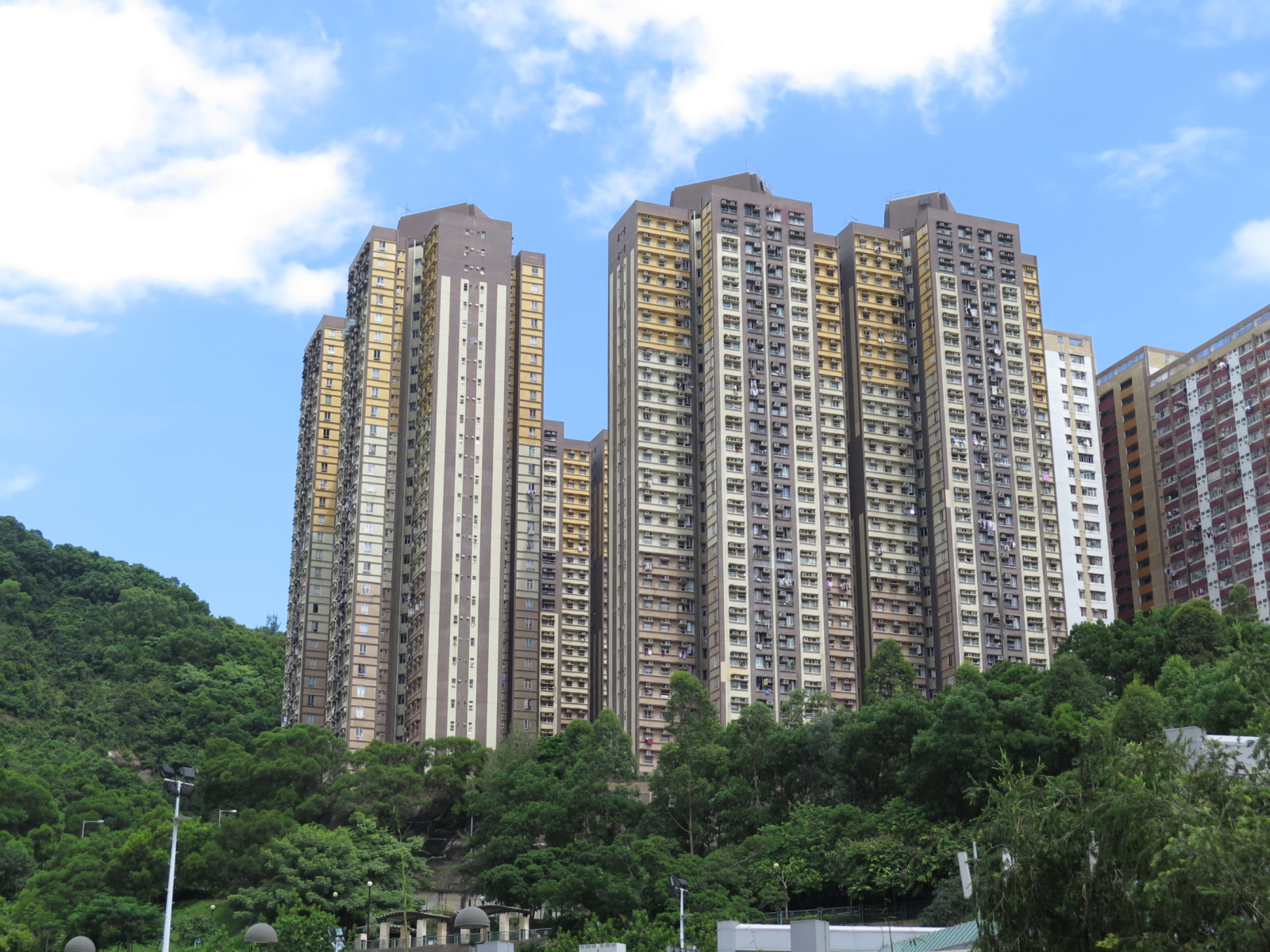
位於觀塘區的樂雅苑，屬於樂華邨第二期，共有6座彈性十字二型大廈
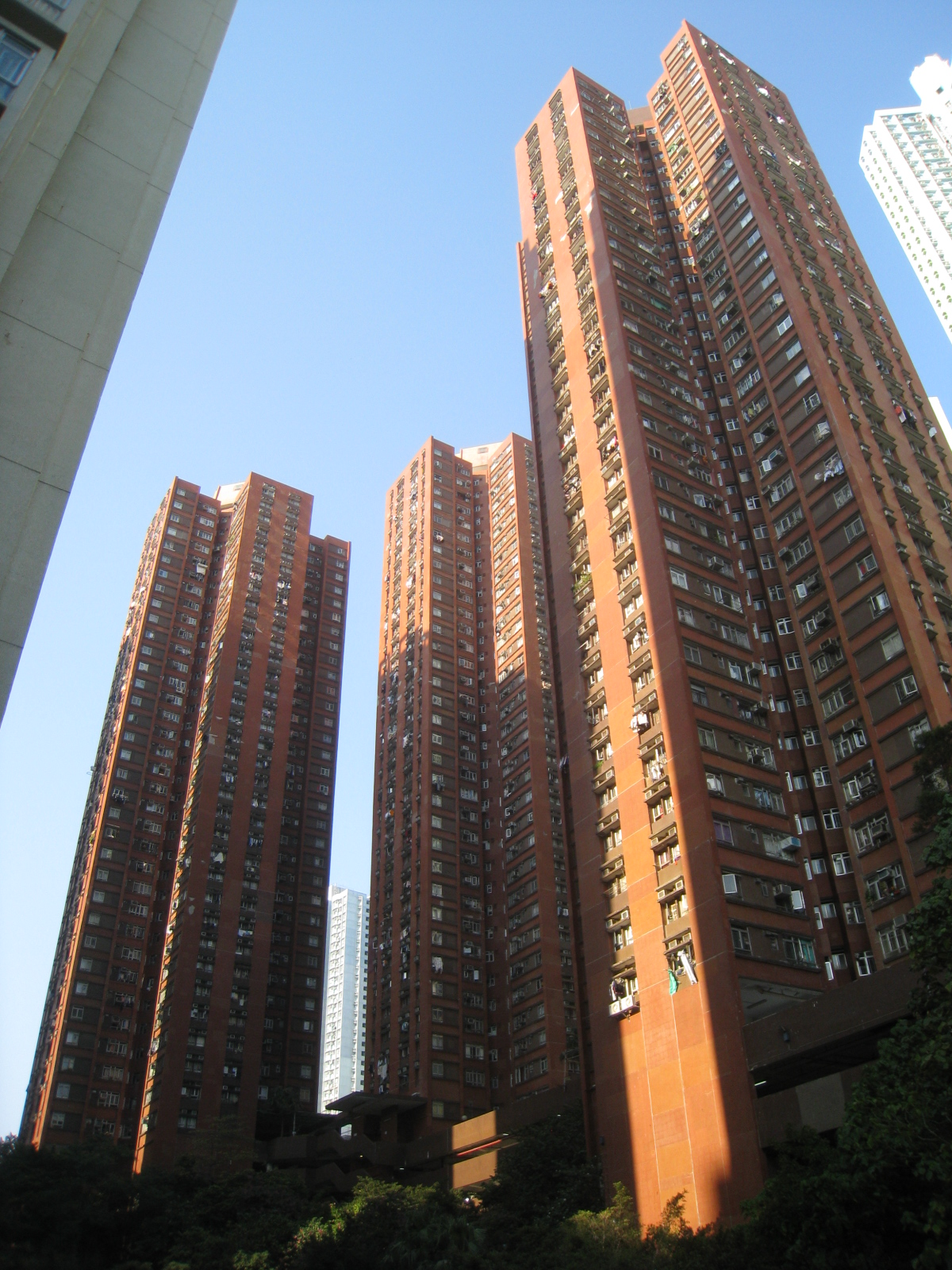
觀塘區藍田的康田苑，採用彈性十字一型樓宇設計，於1982年落成，全部大廈外牆以鮮明的棗紅色為主色、予人注目感覺
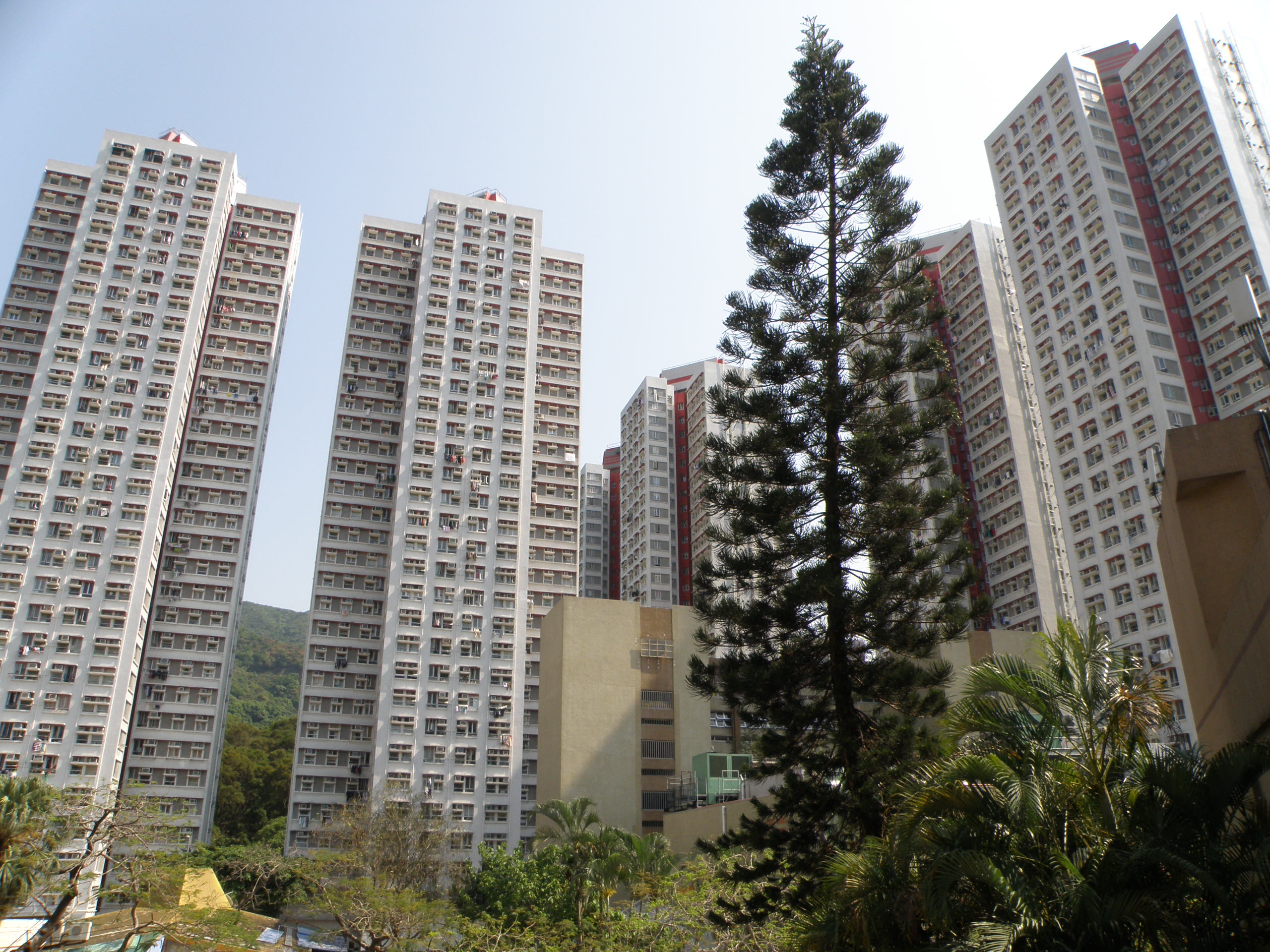
沙田區景田苑，於1983年落成，共有6座彈性十字二型設計的樓宇
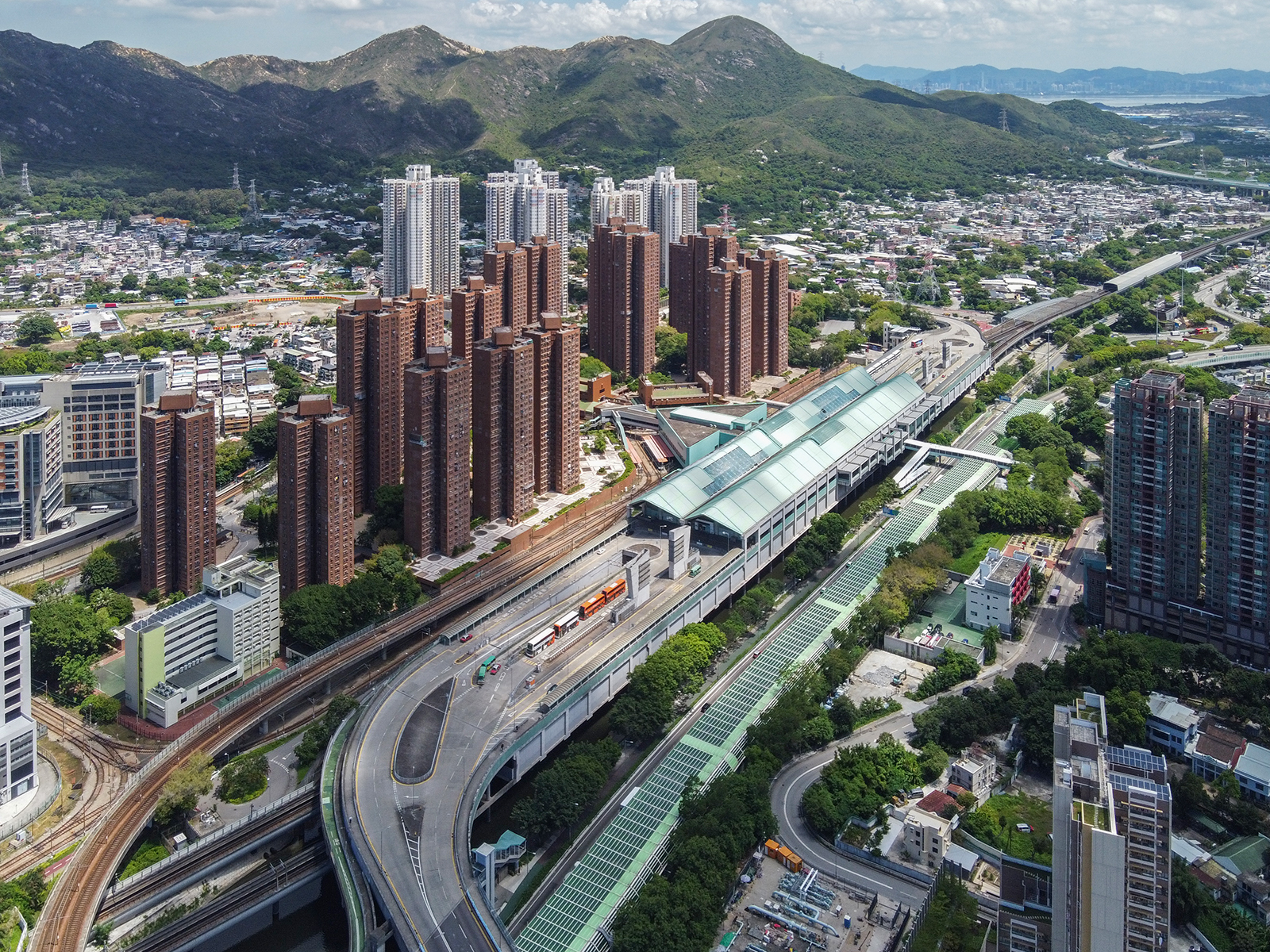
位於屯門區的兆康苑，共有20座彈性十字一型及二型大廈，為現時全香港住宅數目第六多的居屋屋苑
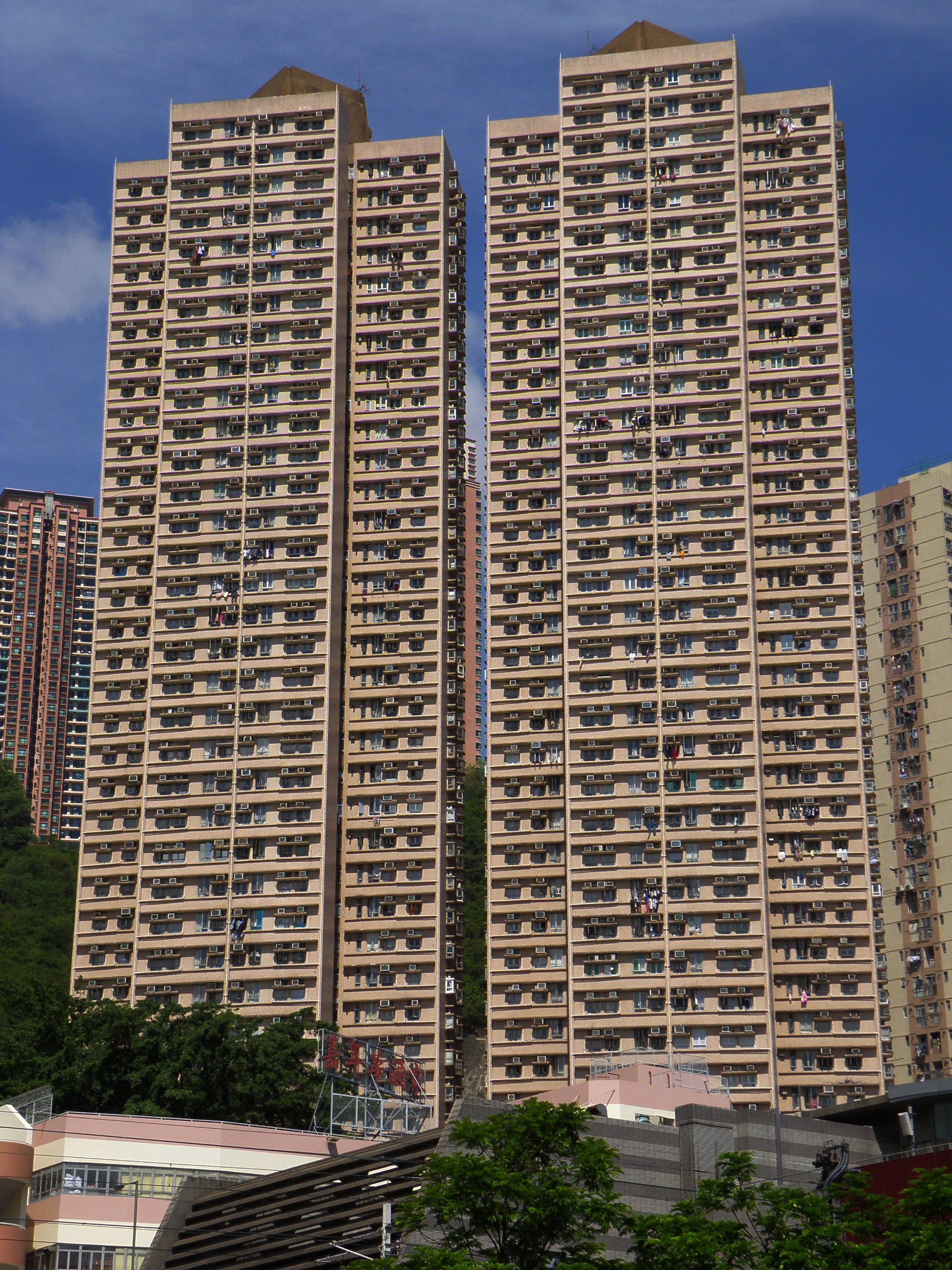
位於葵青區葵涌的賢麗苑，於1991年落成，採用彈性十字三型樓宇設計，亦是彈性十字型大廈系列當中最後一個落成的屋苑，為彈性十字型系列正式畫上句點。

## 擁有彈性十字型大廈的居屋屋苑
「樓宇數目」僅顯示屋苑內屬於彈性十字型大廈的數目，並不代表屋苑所有座數（如：祥和苑當中的「單方向長型 - 和亨閣」則不會計在下表「樓宇數目」內）。
詳細資料羅列（如：屋苑地址、單位數目、首次推出售價等）請閱覽香港資助出售房屋列表；有使用多彈性十字型大廈的樓宇，則請到訪相關屋苑條目閱覽「屋苑資料」。
| 港島     | 港島     | 港島         | 港島     | 港島     | 港島 |
| 所屬地區 | 屋苑名稱 | 樓宇類型     | 樓宇數目 | 落成年份 | 相片 |
| -------- | -------- | ------------ | -------- | -------- | ---- |
| 東區     | 怡翠苑   | 彈性十字二型 | 3        | 1981年   |      |
| 南區     | 漁安苑   | 彈性十字三型 | 7        | 1988年   |      |
| 合計     | 合計     | 合計         | 10       |          |      |

| 九龍     | 九龍     | 九龍               | 九龍     | 九龍          | 九龍 |
| 所屬地區 | 屋苑名稱 | 樓宇類型           | 樓宇數目 | 落成年份      | 相片 |
| -------- | -------- | ------------------ | -------- | ------------- | ---- |
| 黃大仙區 | 瓊山苑   | 彈性十字一型       | 6        | 1982年        |      |
| 觀塘區   | 安基苑   | 彈性十字一型       | 4        | 1982年 1984年 |      |
| 觀塘區   | 祥和苑   | 彈性十字一型、二型 | 5        | 1984年        |      |
| 觀塘區   | 樂雅苑   | 彈性十字二型       | 6        | 1984年        |      |
| 觀塘區   | 振華苑   | 彈性十字三型       | 1        | 1990年        |      |
| 觀塘區   | 康田苑   | 彈性十字一型       | 3        | 1982年        |      |
| 合計     | 合計     | 合計               | 25       |               |      |

| 新界     | 新界     | 新界               | 新界     | 新界          | 新界 |
| 所屬地區 | 屋苑名稱 | 樓宇類型           | 樓宇數目 | 落成年份      | 相片 |
| -------- | -------- | ------------------ | -------- | ------------- | ---- |
| 大埔區   | 宏福苑   | 彈性十字二型       | 8        | 1983年        |      |
| 沙田區   | 愉田苑   | 彈性十字一型、二型 | 7        | 1982年 1983年 |      |
| 沙田區   | 景田苑   | 彈性十字二型       | 6        | 1983年        |      |
| 沙田區   | 嘉田苑   | 彈性十字三型       | 6        | 1987年 1988年 |      |
| 屯門區   | 兆康苑   | 彈性十字一型、二型 | 20       | 1982年 1984年 |      |
| 葵青區   | 賢麗苑   | 彈性十字三型       | 2        | 1991年        |      |
| 合計     | 合計     | 合計               | 49       |               |      |

在1981年至1991年期間，彈性十字型大廈總數為：10（港島居屋屋苑）+25（九龍居屋屋苑）+49（新界居屋屋苑） = 84座